# Greenwood (Colúmbia Britânica)
Greenwood é uma pequena cidade localizada no centro-sul da província de Colúmbia Britânica, Canadá.
Foi incorporada em 1897 e foi uma das principais cidades do condado de Boundary, com produção de fundição e mineração. Greenwood ganhou o status de cidade, e manteve-o, apesar da grande baixa populacional devido ao fechamento das indústrias. 
É considerada a menor cidade do Canadá. Está localizada próxima a Hailway 3, entre as cidades de Rock Creek e Grand Forks.